# Frankfurter Societät

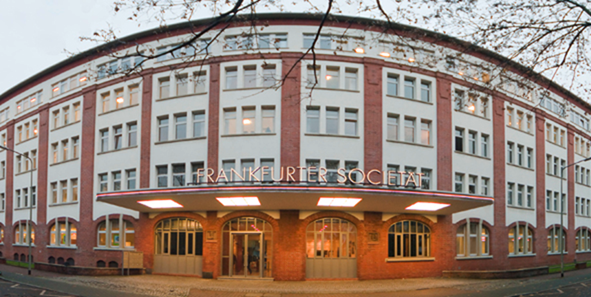
Ehemaliges Verlagshaus der Frankfurter Societät in der Frankenallee (2024 abgerissen)

Die Frankfurter Societät GmbH ist ein deutsches Verlagshaus mit Sitz in Frankfurt am Main. Es wurde 1860 gegründet und betätigt sich heute auch im Bereich der digitalen Medien.
Ihr heutiges Erscheinungsbild entstand zum 1. Januar 2011, als die Frankfurter Societäts-Druckerei GmbH in eine Holding-Struktur überging: Der Verlagsbereich firmiert seither unter Frankfurter Societäts-Medien GmbH, die Frankfurter Societäts-Druckerei steht für den Druckereibetrieb und in der Frankfurter Societät GmbH wurden die Verwaltungsaufgaben der Gruppe gebündelt. Die Frankfurter Societäts-Medien GmbH und Frankfurter Societäts-Druckerei GmbH wurden im April 2018 an die Zeitungsholding Hessen bzw. die Ippen-Gruppe verkauft.

## Geschichte

Verlagshaus 1909 an der Großen Eschenheimer Straße

Die Bankiers Leopold Sonnemann und Heinrich Bernhard Rosenthal gründeten am 21. Juli 1856 in der Freien Stadt Frankfurt das Börsenblatt Frankfurter Geschäftsbericht. Aus dem vierseitigen Blatt entwickelte sich im Laufe des folgenden Jahrzehnts die Frankfurter Zeitung, die über die Jahre zu einer überregionalen Tageszeitung von Weltruf wurde.
1860 wurde die Frankfurter Societäts-Druckerei gegründet und übernahm die Herausgabe der Frankfurter Zeitung. Um den gewachsenen Anforderungen gerecht zu werden, wurden für den Zeitungsdruck zwei Zweitouren-Maschinen, die ersten dieser Art in Deutschland, angeschafft. 1879 wurde eine der ersten Augsburger Rotationsdruckmaschinen aufgestellt.
Als Wochenzeitung erschien ab 1913 die Frankfurter Illustrierte im Frankfurter Societäts-Verlag. Um Veröffentlichungen in den Themengebieten Wirtschaft, Geschichte und Politik zu ermöglichen, wurde 1921 der Societäts-Verlag gegründet. Dieser gab ab 1924 gab jährlich einen Almanach unter dem Titel Der Eiserne Steg heraus.
Trotz wirtschaftlich schlechter Verhältnisse – die Frankfurter Societät schrieb schon seit 1927 rote Zahlen – wurde die Neueste Zeitung 1931 als weitere Tageszeitung für den Raum Frankfurt am Main in den Markt eingeführt. Eine Besonderheit war die Verbindung des Abonnements mit einer Lebensversicherung.
Nach der Machtergreifung der Nationalsozialisten konnten die Tageszeitungen Frankfurter Zeitung und Neueste Zeitung sowie die Frankfurter Illustrierte weiter erscheinen. Die Gleichschaltung der Neuesten Zeitung erfolgte recht schnell nach der Machtergreifung durch die Nationalsozialisten in den Monaten Juni/Juli 1933. 

Die letzte Ausgabe der Neueste Zeitung erschien am 29. Oktober 1942. Am 10. August 1943 erfolgte, auf Anweisung der Nationalsozialisten, die Einstellung der Frankfurter Zeitung.
Nach Kriegsende setzte die amerikanische Militärregierung 1946 den Verlagskaufmann Werner Wirthle als Treuhänder der Frankfurter Societäts-Druckerei ein, der die Frankfurter Societäts-Druckerei als modernes Verlagsunternehmen neu aufbaute. Im Oktober 1948 wurde die Frankfurter Nachtausgabe als weitere Tageszeitung gegründet.
1958 kaufte die Frankfurter Societäts-Druckerei die Frankfurter Neue Presse auf und verlegte ihren gesamten Betrieb in die Frankenallee im Frankfurter Gallus. Gleichzeitig übernahm sie 26,3 Prozent der Anteile an der Frankfurter Allgemeine Zeitung GmbH und erhielt von ihr den Druckauftrag für die F.A.Z.
Die 1960er waren geprägt von einer Konsolidierung im Zeitungsmarkt. Auch die Frankfurter Societäts-Druckerei ist ein Akteur. 1963 wurde der Nassauer Bote mit der Limburger Neue Presse übernommen. Das Höchster Kreisblatt folgte 1965. Die Abendpost wurde 1966 übernommen und mit der Nachtausgabe zur Abendpost/Nachtausgabe zusammengelegt. Den Abschluss machte die Taunus-Zeitung 1970.
1978 übernahm die Frankfurter Societäts-Druckerei Anteile der Westdeutschen Verlag und Druckerei GmbH und modernisierte ab 1979 ihre eigene Produktion. Alle Rotations-Zeitschriften wurden von Blei- auf Fotosatz und von Hochdruck auf Offsetdruck umgestellt. 1985 wurde in den Ausbau der Druckerei und der dazugehörigen Weiterverarbeitung investiert. Die Umstellung auf computergesteuertes Redaktions-, Anzeigen- und Produktionssystem erfolgte 1986.
Um den technologischen Anforderungen gerecht zu werden, wurde 1993 in Mörfelden-Walldorf ein neues Druckzentrum eingeweiht und damit internationale Maßstäbe gesetzt. 2001 wurde die Tochtergesellschaft Süddeutsche Societätsdruckerei im bayerischen Maisach gegründet. Der Druckstandort wurde zum 31. Dezember 2014 aufgegeben.
2011 spaltete sich die Frankfurter Societäts-Druckerei GmbH in drei Firmen auf (Frankfurter Societäts-Medien GmbH, Frankfurter Societäts-Druckerei GmbH und Frankfurter Societät GmbH). Seit 2013 publiziert der Wirtschaftsbuchverlag Frankfurter Allgemeine Buch unter dem Dach der Frankfurter Societäts-Medien GmbH. Ebenfalls in diesem Jahr übernahm die Frankfurter Societät (55 %) gemeinsam mit der Frankfurter Allgemeinen Zeitung (35 %) und der Karl-Gerold-Stiftung (10 %) die Frankfurter Rundschau GmbH. 2015 kaufte die Mediengruppe Frankfurter Societät die Markenrechte und den Abonnentenstamm des Rüsselsheimer Echos und dehnte damit ihr Zeitungsgeschäft südlich des Mains weiter aus. Im Zuge der Neuausrichtung auf nationale Medien wurden die Frankfurter Societäts-Medien GmbH und die Frankfurter Societäts-Druckerei GmbH an die Zeitungsholding Hessen 2018 verkauft.

### Beteiligungsverhältnisse
Die Frankfurter Societäts-Druckerei wurde zunächst als eine offene Handelsgesellschaft gegründet. An dieser waren beteiligt:
- Leopold Sonnemann, Zeitungsverleger
- Moritz Beer, Kaufmann
- Ludwig Cohnstaedt, Redakteur
- Felix Simon
- Heinrich Schüler, Kaufmann
- Otto Hörth, Redakteur
- Joseph Stern, Redakteur
- Wilhelm Bücking, Kaufmann
- Anton Horkheimer, Stadtrat
- Heinrich Rössler
- Friedrich von Payer, Rechtsanwalt

Deren Beteiligungen wurden bei der Umwandlung der oHG in die Frankfurter Societäts-Druckerei GmbH 1893 beibehalten. 
Vor dem Einstieg der Imprimatur GmbH 1929 besaßen folgende Einzelpersonen und Familien Anteile am Stammkapital:
|                             | Beteiligung  | %-Anteil |
| Familie Simon/Sonnenmann    | 1.720.000 RM | 86,0 %   |
| Ludwig Cohnstaedt           | 100.000 RM   | 5,0 %    |
| Friedrich von Payer         | 30.000 RM    | 1,5 %    |
| Heinrich Rössler            | 20.000 RM    | 1,0 %    |
| Anton Horkheimer            | 20.000 RM    | 1,0 %    |
| Wilhelm Bücking             | 30.000 RM    | 1,5 %    |
| Familie Stern (Lilly Stern) | 10.000 RM    | 0,5 %    |
| Familie Nassauer            | 50.000 RM    | 2,5 %    |
| Georg Stern                 | 10.000 RM    | 0,5 %    |
| Otto Hörth                  | 10.000 RM    | 0,5 %    |

Nach dem Kapitalschnitt 1934 hielten folgende Personen und Unternehmen Anteile an der Frankfurter Societäts-Druckerei GmbH:
| Imprimatur GmbH | 97,92 % |
| Wendelin Hecht  | 2,04 %  |
| Dorian Hörth    | 0,02 %  |
| Lilly Stern     | 0,02 %  |

Anfang der 1970er Jahre sah die Beteiligungsstruktur folgendermaßen aus:
| Imprimatur-Stiftung | 73 % |
| Hans Albert Kluthe  | 25 % |
| Werner Wirthle      | 2 %  |

### Umsatzentwicklung
Bis 1948 ist der Umsatz in RM, ab 1948 in DM und ab 2002 in Euro.
| Jahr   | 1933       | 1934       | 1935       | 1936       | 1937       | 1938        |
| Umsatz | 5,80 Mill. | 5,54 Mill. | 6,48 Mill. | 8,42 Mill. | 9,50 Mill. | 11,95 Mill. |

| Jahr   | 2005         | 2006         | 2007         | 2008         | 2009         |
| Umsatz | 139,40 Mill. | 137,80 Mill. | 166,01 Mill. | 169,36 Mill. | 153,48 Mill. |